# Убежище Тито в Дрваре

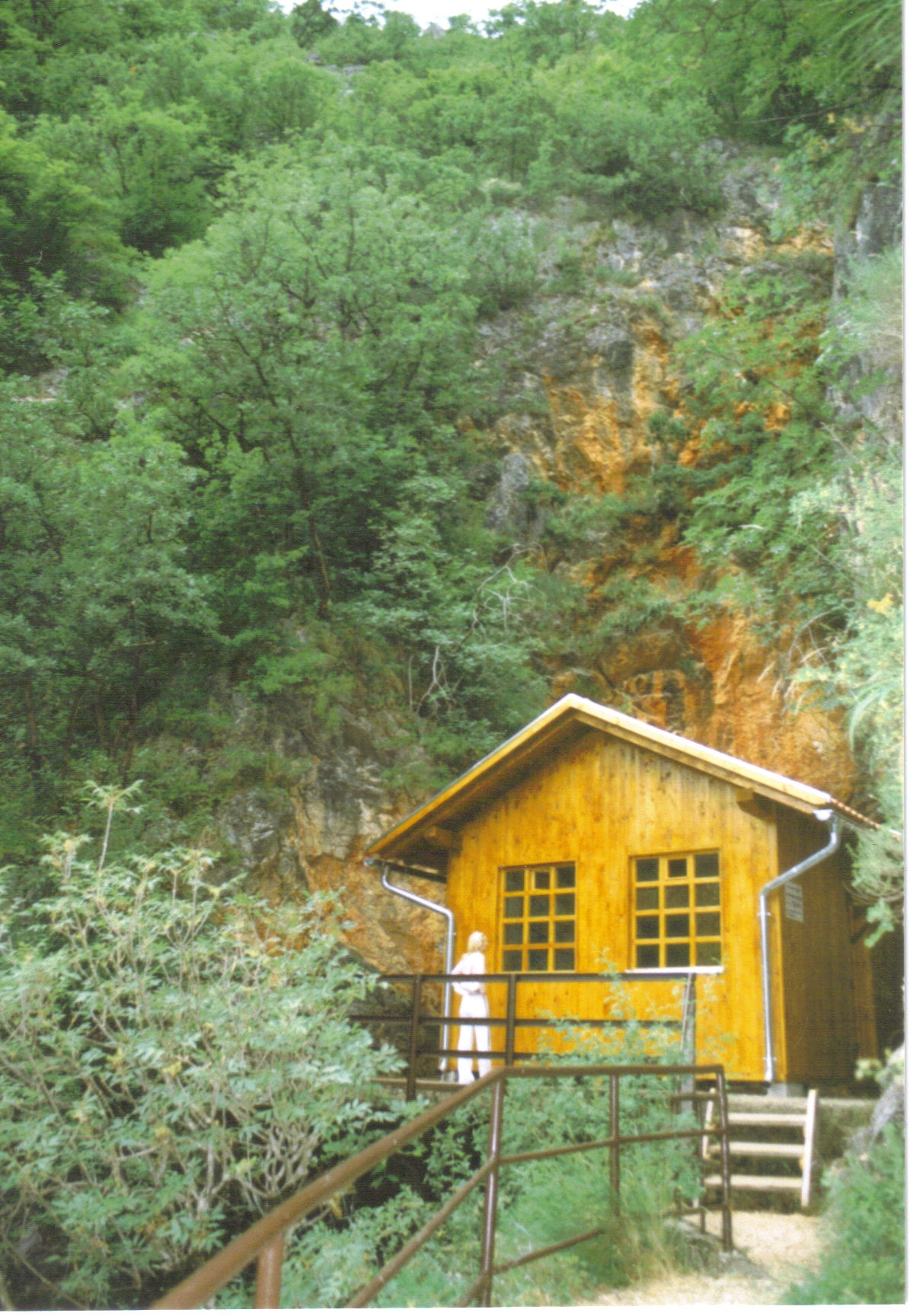
Дом, в котором укрывался Тито

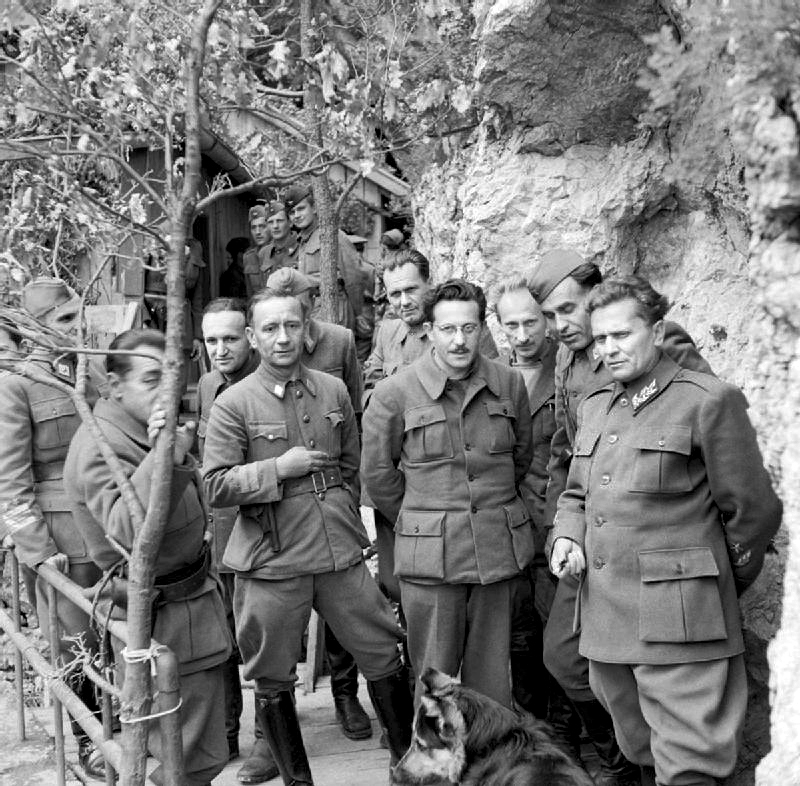
Тито со своим батальоном сопровождения

Убежище Тито в Дрваре, известное как Титова пещера (серб. Титова пећина) — пещера у города Дрвар (Босния и Герцеговина), в которой в годы Народно-освободительной войны Югославии укрывался в 1944 году Иосип Броз Тито со своим Верховным штабом НОАЮ. Руководство партизанского движения Югославии в лице Верховного штаба НОАЮ, ЦК КПЮ, руководства АВНОЮ и Национального комитета освобождения Югославии прибыло 6 января 1944 из Яйце в Дрвар и обосновалось в пещере, выбранной в качестве убежища. 
В пещере по просьбе Верховного штаба был построен небольшой барак. 
Тито проживал в деревне около Дрвара, но как Верховный главнокомандующий НОАЮ часто посещал пещеру и встречался с представителями американской и английской военных миссий, которые также располагали свои штаб-квартиры в Дрваре. 
В начале 1944 года немецкое верховное командование объявило о проведении операции «Рессельшпрунг» («Дрварский десант»), целью которой являлся захват или уничтожение штаба НОАЮ и Иосипа Броза Тито в частности, чтобы обеспечить стратегическое преимущество немцев в регионе и добиться скорейшего раскола партизанского движения. Днём нападения было выбрано 25 мая — день рождения Иосипа Броза Тито. Немцы рассчитывали, что партизаны в разгар празднования не будут в полной боевой готовности и не успеют отреагировать на противника. За день до этого, 24 мая, Тито решил заночевать в Дрваре. 
Утром с 6:30 по 7:00 пять эскадрилий люфтваффе начали бомбардировку Дрвара, а вскоре десантировались 730 парашютистов СС.
Немецкие парашютисты начали обстреливать пещеру, ответный огонь вёл Батальон сопровождения Тито и танковый взвод 1-го пролетарского армейского корпуса (оба находились на вершине горы Шобич). Тито в 12 часов со своим штабом бежал из пещеры и укрылся в Аташеваце. Позднее его подобрал советский самолёт, на котором Тито улетел в Бари (Италия). Несмотря на разрушение пещеры, немцы в итоге не поймали Тито.
После войны пещера стала частью музея имени 25 мая 1944 года, который был главной туристической достопримечательностью, ежегодно пещеру посещали до 200 тысяч человек. 
В 1992 году, в разгар Боснийской войны пещеру разрушили. В 2006 году пещеру восстановили и открыли торжественно 25 мая к 62-летию операции «Рессельшпрунг».